# Kuźnia Raciborska

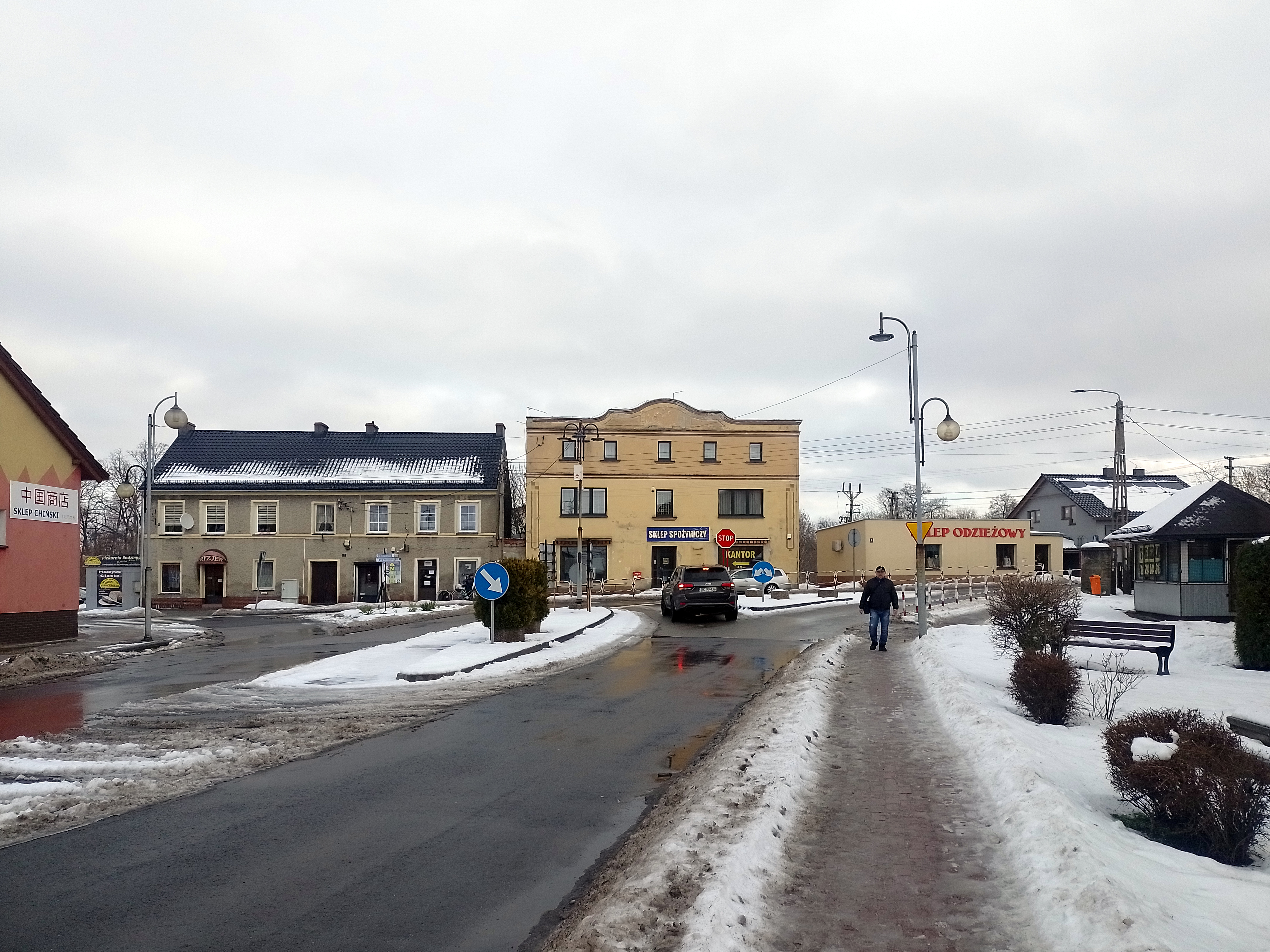
Stadtzentrum

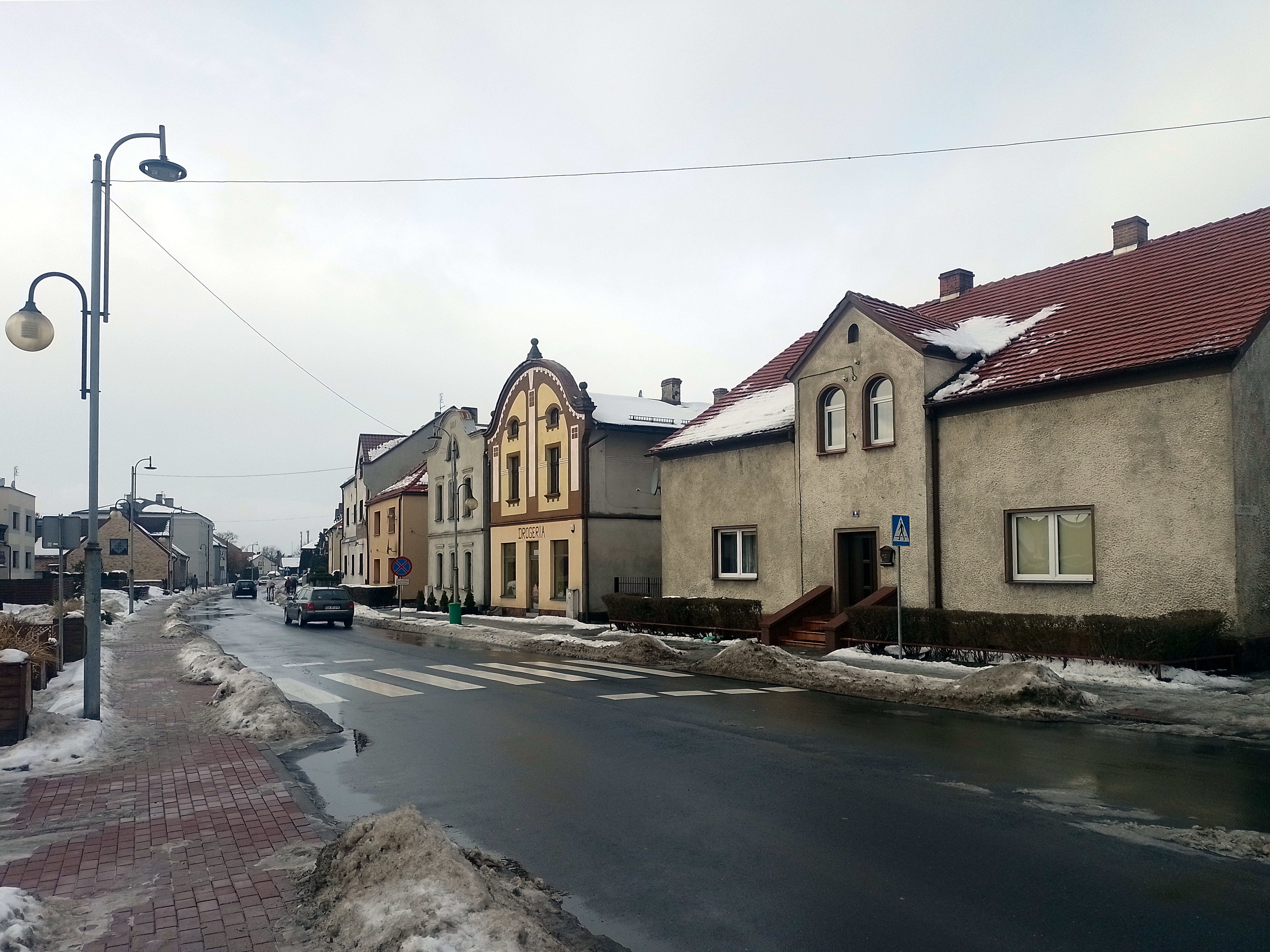
Słowackiego-Straße

Kuźnia Raciborska [ˈkuʑɲa ratɕiˈbɔrska] (deutsch Ratiborhammer) ist eine Stadt in der Woiwodschaft Schlesien, im Powiat Raciborski in Polen. Die etwa 5500 Einwohner zählende Stadt ist Hauptort einer Stadt- und Landgemeinde mit rund 12.000 Einwohnern.

## Geografie
Kuźnia Raciborska ist Teil der historischen Region Oberschlesien und liegt an der Westgrenze der Woiwodschaft Schlesien zur Woiwodschaft Opole im Ratiborer Kessel, im Westteil der Rybniker Hochebene, 13 km nordöstlich von Racibórz. Die Ruda fließt durch die Stadt und mündet an der Westgrenze der Gemeinde in die Oder. Auf dem Gemeindegebiet herrschen sandige Böden und Nadelwälder vor und die Gemeinde liegt mitten im ausgedehnten Landschaftspark des Zisterzienserklosters Groß Rauden „Park Krajobrazowy Cysterskie Kompozycje Rud Wielkich“.

## Geschichte
Die Geschichte von Ratiborhammer begann im 17. Jahrhundert, später als die Geschichte älterer Ortsteile. Die älteste erhaltene Urkunde mit Erwähnung des Ortes datiert 1641. Octavian Seger von Segenberg hatte die Hüttensiedlung Segenberg samt Eisenhammer anlegen lassen und so das spätere Ratiborhammer gegründet. Die neue Ortschaft erhielt 1642 eine Kapelle, die vom Grafen Georg Oppersdorff gestiftet und der heiligen Maria Magdalena geweiht wurde. Die Siedlung war nach Markowitz (seit 1975 Stadtteil von Ratibor) eingepfarrt, dessen Pfarrer fünf Mal im Jahr eine Messe in dieser Kapelle abhalten sollte.
Mit zunehmendem technischen Fortschritt in der Erzverhüttung wurde 1746 erstmals ein Hochofen errichtet, der die rückständigen, mit Blasebälgen betriebenen Schmelzöfen ersetzte. 1742 ging die Ortschaft von Habsburg an Preußen über, worauf 1791 die örtlichen Hüttenwerke vom preußischen König übernommen wurden. Die Ortschaft im Landkreis Ratibor wurde amtlich als (Dorf) Hammer bezeichnet, wobei sie auch Ratiborhammer genannt wurde. Seit 1804 gibt es in Ratiborhammer eine Schule und seit 1866 werden Samstagsmärkte abgehalten. Nördlich von Ratiborhammer entstand 1813 die neue Industriesiedlung Neuhammer (später Kolonie Ratiborhammer), in der sich unter anderem die Nagelfabrik „Hoffnung“ ansiedelte.
Der Anschluss an das Eisenbahnnetz 1846 leitete die Industrialisierung in Ratiborhammer endgültig ein. Um 1850 entstand das Dampfsägewerk Burschik und Mann. Es brannte 1916 nieder und wurde von einem Berliner Unternehmen wiederhergestellt. Außerdem wurden die technisch veralteten Frischhütten geschlossen und 1893 durch eine moderne Eisengießerei ersetzt.
Ein weiterer großer Betrieb folgte 1845: die Hoffnungshütte, in deren Walzwerk, Schrauben und Achsen hergestellt wurden. Diese Hütte wurde am 1. Juli 1907 vom Ratiborer Unternehmen Hegenscheidt übernommen, die Eisen- und Metallteile für die Bauindustrie sowie für den Eisenbahnbau fertigte.
Im Zweiten Weltkrieg wurde der Betrieb unter dem neuen Namen Schondorff-Hegenscheidt-Werke zur Herstellung von Motorenteilen für die Luftfahrtindustrie ausgebaut; dieser Ausbau wurde jedoch nicht abgeschlossen.
Nach dem Ersten Weltkrieg fand 1921 die Volksabstimmung in Oberschlesien statt; sie war von blutigen Aufständen begleitet. Der Wahlausgang in Ratiborhammer war knapp: Von den 1501 abgegebenen Stimmen wurden 750 für den Verbleib bei Deutschland abgegeben, 739 waren für den Anschluss an Polen, 12 waren ungültig. Ratiborhammer blieb Teil der Weimarer Republik.
Die Fabrik wurde vor dem Anrücken der Roten Armee, die den Ort am 29. Januar 1945 eroberte, aufgegeben. Ratiborhammer wurde als Kuźnia Raciborska Teil der Volksrepublik Polen und man begann den Ort und vor allem seine Industrieanlagen wiederaufzubauen.
Die Gemeinde Kuźnia Raciborska wurde am 18. Mai 1945 gebildet. Am 7. Juli 1946 wurde in den Betriebsanlagen der Hegenscheidt-Werke die Metallfabrik Rafo gegründet. Rafo wurde zum wichtigsten Arbeitgeber im Ort und war nicht nur für die wirtschaftliche Entwicklung von Kuźnia Raciborska von großer Bedeutung, denn 1947 wurde in der Nähe des Werkes eine Berufsschule eröffnet und 1949 folgte eine neue Siedlung für die Beschäftigten von Rafo. Wegen der schnellen Entwicklung der Industriesiedlung wurde Kuźnia Raciborska am 1. Januar 1967 zur Stadt erhoben. Die Stadt- und Landgemeinde wurde nach der polnischen Verwaltungsreform von 1999 gebildet und nahm die Ortschaften auf, die schon seit dem Zusammenschluss der Gemeinden Kuźnia Raciborska und Rudy 1977 zum Gemeindegebiet gehört hatten.
Am 26. September 1992 brach in der Nähe der Eisenbahnlinie Racibórz–Kędzierzyn-Koźle nördlich der Stadt ein Waldbrand aus. Wahrscheinlich hatten ihn die von einem bremsenden Zug verursachten Funken ausgelöst. Bei der folgenden Löschaktion starben zwei Feuerwehrleute und Dutzende wurden verletzt. Unter großen Materialverlusten gelang es der Feuerwehr nach vier Tagen, den Brand zu löschen.
Einigen deutschen Bewohnern gelang es, sich der staatlich organisierten Vertreibung der Deutschen zu entziehen; sie blieben. Laut der polnischen Volkszählung von 2002 gehörten 7,23 % der Gemeindebevölkerung der deutschen Minderheit an, weitere 8,90 % bezeichneten sich als „Schlesier“.

### Einwohnerentwicklung
Die Einwohnerzahlen der Stadt nach dem jeweiligen Gebietsstand (teilweise gerundete Zahlen):
| Jahr  | Einwohner |
| ----- | --------- |
| 1784  | 274       |
| 1830  | 765       |
| 1844  | 816       |
| 1855¹ | 851       |
| 1861¹ | 1072      |
| 1885  | 2048      |
| 1910² | 2176      |

| Jahr  | Einwohner |
| ----- | --------- |
| 1939  | 3521      |
| 1944  | 3530      |
| 1945³ | 1530      |
| 1967  | 4568      |
| 1980  | 5500      |
| 1998  | 6100      |
| 2004  | 5630      |

¹ Kolonie Neuhammer: 528 (1855), bzw. 655 (1861) Einwohner
² Gutsbezirk Ratiborhammer: 114 Einwohner
³ Einwohnerzahl der neu gebildeten Gemeinde

## Sehenswürdigkeiten

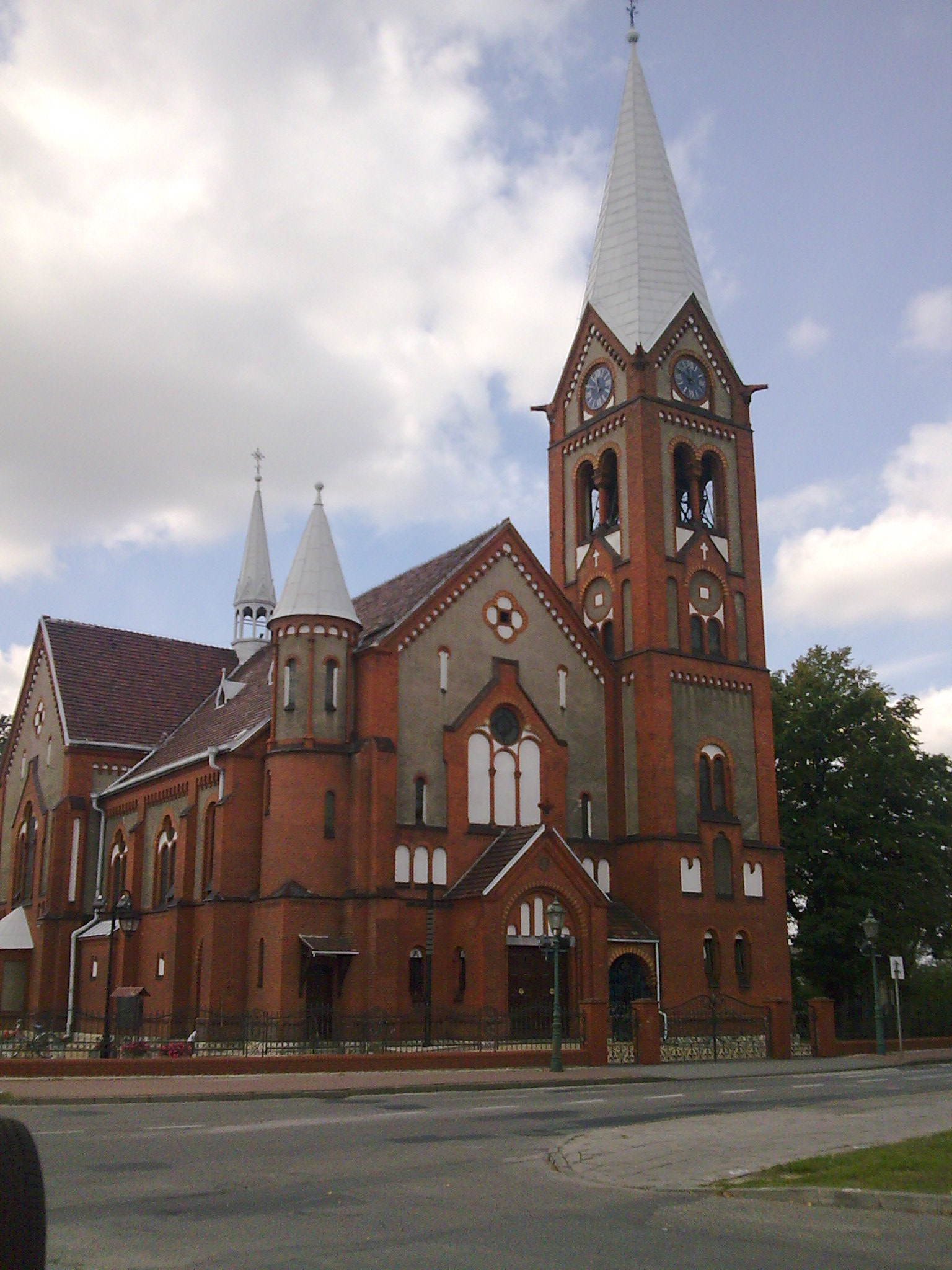
Pfarrkirche

- Die Pfarrkirche St. Maria Magdalena geht auf eine Schrotholzkirche von 1646 zurück. 1868 wurde sie erweitert und 1892 Pfarrkirche der neuen Parochie Ratiborhammer. Die nun größere Bedeutung des Gotteshauses war auch Anlass für einen massiven Neubau, der 1902 begonnen und 1917 vollendet wurde und der Kirche ihre heutige Gestalt gab. Die Magdalenenkirche ist ein neoromanischer Bau auf kreuzförmigem Grundriss samt Dachreiter auf der Vierung und einem großen Glockenturm mit vier Dreiecksgiebeln an der Seite des Langhauses. Als Baumaterial wählte man Backstein, Teile des Äußeren wurden verputzt; in gleichem Stil präsentiert sich auch das nahe gelegene Pfarrhaus.
- Die barocke Nepomukstatue von 1747 auf dem Ring wurde vom Grafen von Sobeck gestiftet und auf dem Ring aufgestellt.

## Sonstiges
2017 wurde eine Straße nach dem polnischen Fußballspieler Robert Lewandowski benannt.

## Gemeinde
Die Stadt- und Landgemeinde Kuźnia Raciborska gliedert sich neben dem gleichnamigen Hauptort in folgende sieben Ortsteile:
- Budziska (Budzisk; 1936–1945 Bachweiler)
- Jankowice (Jankowitz-Rauden; 1936–1945 Rodenbach)
- Ruda (Ruda; 1936–1945 Rudweiler)
- Ruda Kozielska (Klein Rauden)
- Rudy (Wielkie/Raciborskie) (Groß Rauden)
- Siedliska (Siedlisk; 1936–1945 Siedel bzw. Kolonie Wellendorf)
- Turze (Wellendorf; bis 1911 Thurze)

## Persönlichkeiten
- Adalbert Kurzeja OSB (* 24. November 1920 in Ratiborhammer; † 12. April 2016 in Andernach), deutscher römisch-katholischer Ordensgeistlicher und Abt der Benediktinerabtei Maria Laach (1977–1990); Ehrenbürger von Ratiborhammer (2003)